# Kogov potok
Kogov potok je levi pritok reke Iške. V povirnem toku se mu pridruži še Črni potok.